# Roberto Pinotti
Roberto Pinotti (n. 1944, Veneția) este un jurnalist, scriitor și ufolog italian.

## Ufologie
Roberto Pinotti este un susținător ferm al tezei potrivit căreia suntem vizitați regulat de către extratereștrii. Pe coperta din spate a cărții UFO: il fattore contatto spune că "Prezența inteligenței extraterestre, care vizitează în mod regulat planeta noastră, este acum dovedită științific".
Pinotti a propus, de asemenea, o soluție pentru paradoxul lui Enrico Fermi (pe scurt: "Dacă extratereștrii există, de ce nu sunt deja aici?"). Pinotti emite ipoteza că omenirea s-ar putea afla într-un fel de rezervație indiană în temeiul unui acord numit "Marele Joc", care a fost încheiat între guvernele Pământului și pretinse ființele extraterestre, astfel încât să nu dezvăluie imediat existența lor, ci doar treptat. Pinotti consideră că acest acord ar putea fi explicat prin faptul că se protejează omenirea, care s-ar confrunta cu imediata inutilitate a valorilor tradiționale dacă s-ar dezvălui oficial prezența unor extratereștri.

## Lucrări publicate
- Visitatori dallo spazio, Armenia, Milano 1973 și 1977
- UFO: la congiura del silenzio, Armenia, Milano 1974 și 1977
- UFO: missione uomo, Armenia, Milano 1976
- Intelligenze extraterrestri (con Maurizio Blondet), Olimpia, Firenze 1981 și Oscar Mondadori, Milano 1988
- Oltre la Terra (cu Daniele Bedini). Oscar Mondadori, Milano 1989
- I fenomeni B.V.M.: le manifestazioni mariane in una nuova luce (con Corrado Malanga), Oscar Mondadori, Milano 1990
- UFO, visitatori da altrove, BUR Rizzoli, Milano 1990, reeditare Bompiani, Milano 1996 (tradusă și publicată în străinătate, în Germania)
- UFO: contatto cosmico, Mediterranee, Roma 1991, reeditare  1997
- Angeli, dèi, astronavi,Oscar Mondadori, Milano 1991
- UFO: scacchiere Italia, Oscar Mondadori, Milano 1992
- UFO: Top Secret, Bompiani, Milano 1995 (tradusă și publicată în străinătate, în România, sub titlul OZN - Super secret de stat?, Agni 1996)
- BVM, Beata Vergine Maria (con Corrado Malanga), Oscar Mondadori, Milano 1995 (reeditare extinsă despre fenomenul Fecioara Maria: manifestări într-o lumină nouă)
- I continenti perduti, Oscar Mondadori, Milano 1995
- Profezie oltre il 2000, Oscar Mondadori, Milano 1996
- UFO Dossier X (Enciclopedie multimedia), Fratelli Fabbri, Milano 1997 e 2000 (tradusă și publicată în străinătate, în Spania)
- Breve storia degli alieni, Bompiani, Milano 1998
- Oltre (cu Maurizio Blondet), Olimpia, Firenze 2001
- Gli X-Files del nazifascismo – Mussolini e gli UFO (cu Alfredo Lissoni), Idea Libri, Rimini 2001
- Atlantide (reeditare extinsă a I continenti perduti), Oscar Mondadori, Milano 2001
- I messaggeri del cielo (reeditare extinsă a Angeli, dèi, astronavi), Oscar Mondadori, Milano 2002
- Spazio: i segreti e gli inganni, Olimpia, Firenze 2002 (tradusă și publicată în străinătate, în România, sub titlul Spațiul Cosmic - Secrete și înșelătorii, Lucman 2004)
- Oggetti volanti non identificati (reeditare extinsă a UFO:scacchiere Italia), Oscar Mondadori, Milano 2003 și 2009
- Oggetti sommersi non identificati, Olimpia, Firenze 2003
- Strutture artificiali extraterrestri, Olimpia, Firenze 2004
- Dei dallo spazio, Oscar Mondadori, Milano 2004
- Italia esoterica (cu Enrico Baccarini), Olimpia, Firenze 2004 (tradusă și publicată în străinătate, în Brazilia)
- La guerra di due mondi, Olimpia, Firenze 2005
- La capitale esoterica, Oscar Mondadori, Milano 2005
- Fantacinema: effetto UFO, Olimpia, Firenze 2006
- UFO: il fattore contatto, Oscar Mondadori, Milano 2008
- Stradario magico-insolito di Firenze (cu Luigi Pruneti), Le Lettere, Firenze 2008
- Alieni: un incontro annunciato, Oscar Mondadori, Milano 2009
- Luci nel cielo – Italia e UFO: le prove che il Duce sapeva (cu Alfredo Lissoni), Oscar Mondadori, Milano 2011
- UFO ed extraterrestri, De Vecchi –Giunti, Firenze 2011